# معركة جينس
معركة جينس وقعت 30 ديسمبر 1885م في السودان، بين القوات البريطانية وقوات المهديين، انتصرت فيها القوات البريطانية.